# Браун, Бобби (футболист)
Роберт (Бобби) Браун (англ. Robert "Bobby" Brown; 19 марта 1923, Данипейс, Стерлингшир — 15 января 2020, Хеленсбург, Аргайл-энд-Бьют) — шотландский футболист и тренер. Играл на позиции вратаря за «Куинз Парк», «Рейнджерс» и «Фалкирк». Сыграл пять матчей за сборную Шотландии. Он тренировал «Сент-Джонстон» и сборную Шотландии. Браун был включён в Зал славы шотландского футбола в 2015 году.

## Карьера игрока
Браун родился в Дунипейсе, Стерлингшир. Он дебютировал на позиции вратаря за «Куинз Парк» в 1939 году, когда ещё учился в школе. После окончания школы Браун учился в колледже Джорданхилла и хотел стать учителем физкультуры. В следующие два сезона он стал основным вратарём «Куинз Парк», но, как и у многих других в то время, его футбольную карьеру прервала Вторая мировая война. Браун был мобилизован в Воздушные силы флота Великобритании и первоначально обучался на штурмана торпедного самолёта Fairey Swordfish. Затем его перевели на факультет физической подготовки военно-морского флота, где он работал инструктором. Это позволило ему играть в качестве гостевого игрока военного времени за «Портсмут», «Честер Сити», «Челси» и «Плимут Аргайл». Браун считал себя везунчиком, так как пятеро из шести студентов колледжа Джорданхилла, с которыми он служил на флоте, погибли во время войны. Он продолжил обучение в Портсмутском колледже.
Браун сыграл в пяти дружеских матчах военного времени за Шотландию, первый состоялся в феврале 1945 года на «Вилла Парк». В своём последнем сезоне 1945/46 в «Куинз Парк» он чередовал выходы в основе с другим будущим футболистом сборной, Ронни Симпсоном. Благодаря своей игре он был вызван на официальный матч сборной и в январе 1946 года дебютировал за неё в товарищеской игре с Бельгией (2:2). Браун остаётся последним игроком-любителем, который сыграл полный матч за сборную Шотландию, а также последним футболистом «Куинз Парк», который сыграл полный матч за Шотландию. Это был первый из пяти матчей Брауна за сборную. Помимо этого он сыграл восемь раз за сборную шотландской лиги между 1949 и 1952 годами.
В конце сезона 1945/46 Браун покинул «Куинз Парк» и перешёл в «Рейнджерс», где играл в течение десяти лет. Во время своего пребывания в «Рейнджерс» он играл на условиях неполного рабочего день, работая учителем. Браун выиграл пять чемпионатов Шотландии, четыре кубка Шотландии и два Кубка шотландской лиги с «Рейнджерс», в том числе требл в сезоне 1948/49. Он сыграл в 296 матчах первой команды «Рейнджерс», из них 179 подряд. Впоследствии статус Брауна как игрока на неполном рабочем дне вызвал затруднения у тренера «Рейнджерс» Билла Струта, который хотел, чтобы Браун бросил преподавание и сосредоточился только на футболе. В 1952 году его заменил в основе Джордж Нивен, после этого Браун появлялся на поле лишь несколько раз перед тем, как покинуть «Рейнджерс» в 1956 году. Браун затем перешёл в «Фалкирк», где играл в течение двух лет, прежде чем ушёл из спорта.

## Тренерская карьера
Закончив карьеру игрока и покинув преподавательскую работу в 1958 году, Браун стал тренером «Сент-Джонстона». Клуб занял 11-е место во втором дивизионе в сезоне 1957/58. Браун вывел клуб на шестое место в своём первом сезоне, а затем в 1960 году выиграл второй дивизион. Клуб был понижен в классе в 1962 году, но Браун остался тренером и завоевал повышение в высший дивизион в 1963 году. Затем Браун смог удержать клуб в высшем дивизионе, в следующие несколько сезонов команда финишировала в середине таблицы. Всего у руля «Сент-Джонстона» он провёл 393 игры.
Браун стал тренером сборной Шотландии в 1967 году. Он также был первым тренером, получившим полное право набирать игроков в команду, ранее селекция контролировалась комитетом Шотландской футбольной ассоциации. Свой первым матч в качестве тренера сборной он провёл на «Уэмбли» против чемпионов мира 1966 года, Англии. Его команда победила со счётом 3:2, в результате чего шотландцы объявили себя «неофициальными чемпионами мира». В этой же игре, Браун выпустил на поле дебютанта — своего дублёра из «Куинз Парк», Ронни Симпсона. Браун оставался тренером Шотландии до 1971 года, он часто сталкивался с тем, что его клубы не хотели отпускать своих игроков в сборную, и результаты страдали соответственно. Он выиграл девять из 28 сыгранных матчей, команда не прошла ни на чемпионат Европы 1968 года, ни на чемпионат мира 1970 года.
После ухода со сборной Шотландии Браун некоторое время работал скаутом «Плимут Аргайл».

## Личная жизнь
После ухода со сборной Шотландии в 1971 году Браун занялся бизнесом. Браун и его жена Рут поселились в Хеленсборо (Шотландия), где содержали магазин подарков и кофе. Рут умерла в 1983 году в возрасте 59 лет от рака крови. В 2017 году Браун всё ещё жил в Хеленсборо. В 2015 году он был включён в Зал славы футбольного клуба «Рейнджерс» и Зал славы шотландского футбола. В мае 2015 года Браун появился в четвёртом эпизоде 4 «Лучший мир» документального фильма BBC Two «Величайшее поколение Великобритании».

## Смерть
Браун умер 15 января 2020 года в возрасте 96 лет. У него осталось три дочери: Кэролин, Элисон и Джиллиан.